# Sölde (Landwirtschaft)

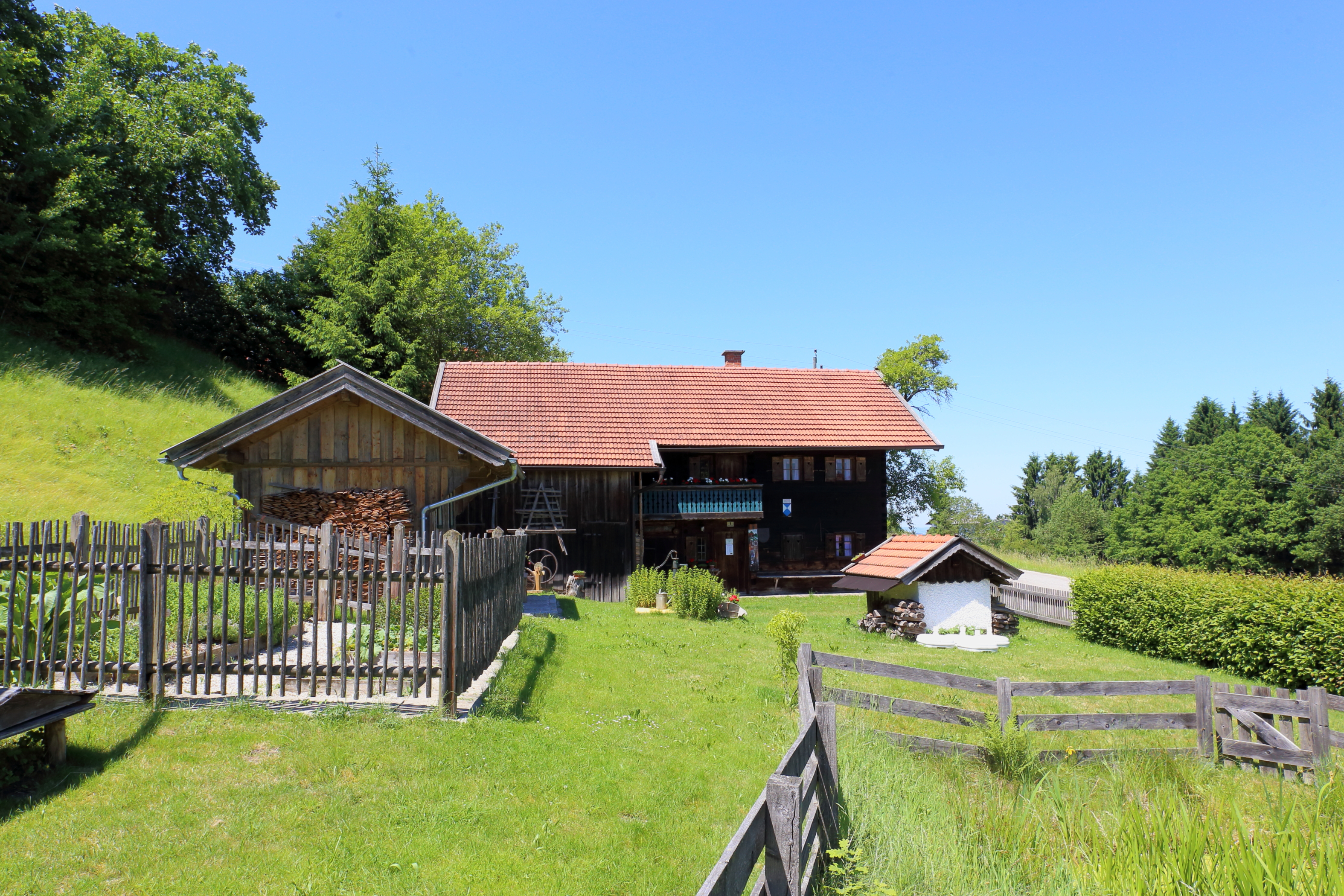
Ehemalige Sölde und jetziges Heimatmuseum in St. Johann am Walde, Oberösterreich

Eine Sölde (auch Selde) bezeichnet in Bayern und Österreich Hof und Grund eines Söldners (kein Soldat, sondern ein Kleinbauer, Häusler), der manchmal auch etwas Vieh besaß und in der Regel davon allein nicht leben konnte. Als Tagelöhner oder Handwerker musste er sich zusätzlichen „Sold“ dazuverdienen. Anders als die Bauern hatten die Söldner meist auch keine Pferde. Deshalb mussten sie statt der Spanndienste Handscharwerkdienste leisten. Bei den Sölden – im Gegensatz zu den Höfen der Bauern häufig auch als „Gütel“ oder „Gütl“ bezeichnet, also kleiner als ein Viertelbauer – wird unterschieden zwischen
- dem Achtel-Hof/Gütl (Kleinhäusl)
- dem Sechzehntel-Hof/Gütl (Leerhäusl oder Bausölde)
- dem Zweiunddreißigstel-Hof/Gütl (gemeine oder bloße Sölde)

Diese Einteilung beruhte auf der Steuerkraft der Anwesen, die sich aus den zugehörigen land- und holzwirtschaftlichen Flächen sowie der auf manchen Sölden liegenden Handwerksgerechtigkeit (z. B. Schmied, Schneider, Wagner, Schäffler, Bäcker, Kistler usw.) ergab (für Altbayern siehe Hoffuß). Die Steuerkraft wurde immer wieder durch ein Gremium, bestehend aus einem Vertreter des Grundherrn (Kloster oder Adliger) und zwei oder drei Anwesenbesitzern aus der örtlichen Umgebung geschätzt.

## Schwaben
In Schwaben ist als Bezeichnung Selde üblich. Der Tübinger Geograph Hermann Grees hat sich in seiner Habilitationsschrift Ländliche Unterschichten und ländliche Siedlung in Ostschwaben (1975) und weiteren Arbeiten intensiv mit dem Seldnertum auseinandergesetzt.